# Lepidium virginicum
Lepidium virginicum é o nome científico de uma planta herbácea anual da família Brassicaceae, a que pertencem também a mostarda ou as couves. O seu nome provém da Virgínia, local onde é frequente, nos Estados Unidos. Em português é também designado de mastruço.

## Descrição
As flores, pequenas e brancas, estão dispostas em rácimos. As vagens (síliquas) são ovais, com uma pequena fenda no ápex (parte superior do septo que a divide). Com uma roseta basal. A margem das folhas é dentada e a parte inferior consiste numa série de lóbulos separados.

## Habitat
Solos arenosos e secos, junto aos caminhos e entulheiras.

## Uso pelo ser humano

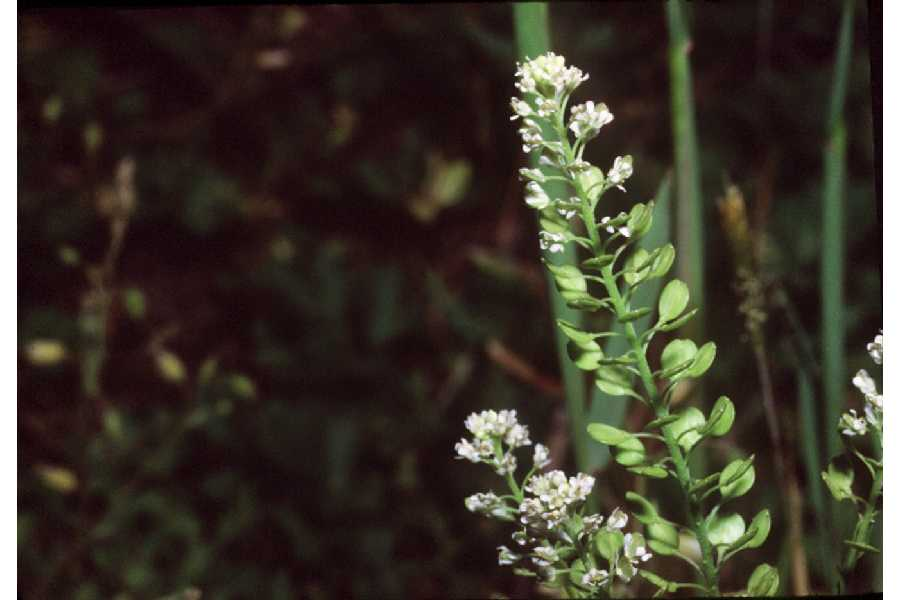
Flores de mastruço

As suas folhas são comestíveis, cruas ou cozidas. As suas sementes pode ser usadas como sucedâneo da pimenta.
As folhas são geralmente consideradas de alto valor nutritivo e com propriedades desintoxicantes. Têm sido usadas para suprir a falta de vitamina C, no tratamento de diabetes, na acalmia de dores reumáticas, bem como para expulsar parasitas intestinais. Tem propriedades diuréticas.[carece de fontes?] Os índios norte-americanos utilizavam-na para curar o escorbuto ou reacções alérgicas à hera venenosa com rebentos frescos macerados desta planta ou com infusões feitos com as suas folhas. Infecções da garganta (laringotraqueobronquite) eram tratados com cataplasmas produzidos com esta planta, colocados sobre o peito.[carece de fontes?]
As sementes são anti-asmáticas, controlam a tosse, cardiotónicas e diuréticas (sendo usadas para controlar oligúria - deficiência urinária - edemas, e acumulação de líquidos na cavidade torácico-abdominal: a chamada "barriga-de-água"). Com as raízes fazem-se ainda cataplasmas usados para secar o líquido de borbulhas e bolhas na pele. São ainda utilizadas no controlo do catarro.[carece de fontes?]